# Oxyrhynchaxius manningi
Oxyrhynchaxius manningi is een tienpotigensoort uit de familie van de Axiidae. De wetenschappelijke naam van de soort is voor het eerst geldig gepubliceerd in 2000 door Lin, Kensley & Chan.